# Castell de Requesens
El castell de Requesens està situat sobre un turó, que domina totes les valls meridionals del puig Neulós, a uns 7 km a l'est del veïnat de Requesens. El seu terme correspon al de l'antic poble de Requesens del municipi de la Jonquera (Alt Empordà).

## Castell feudal

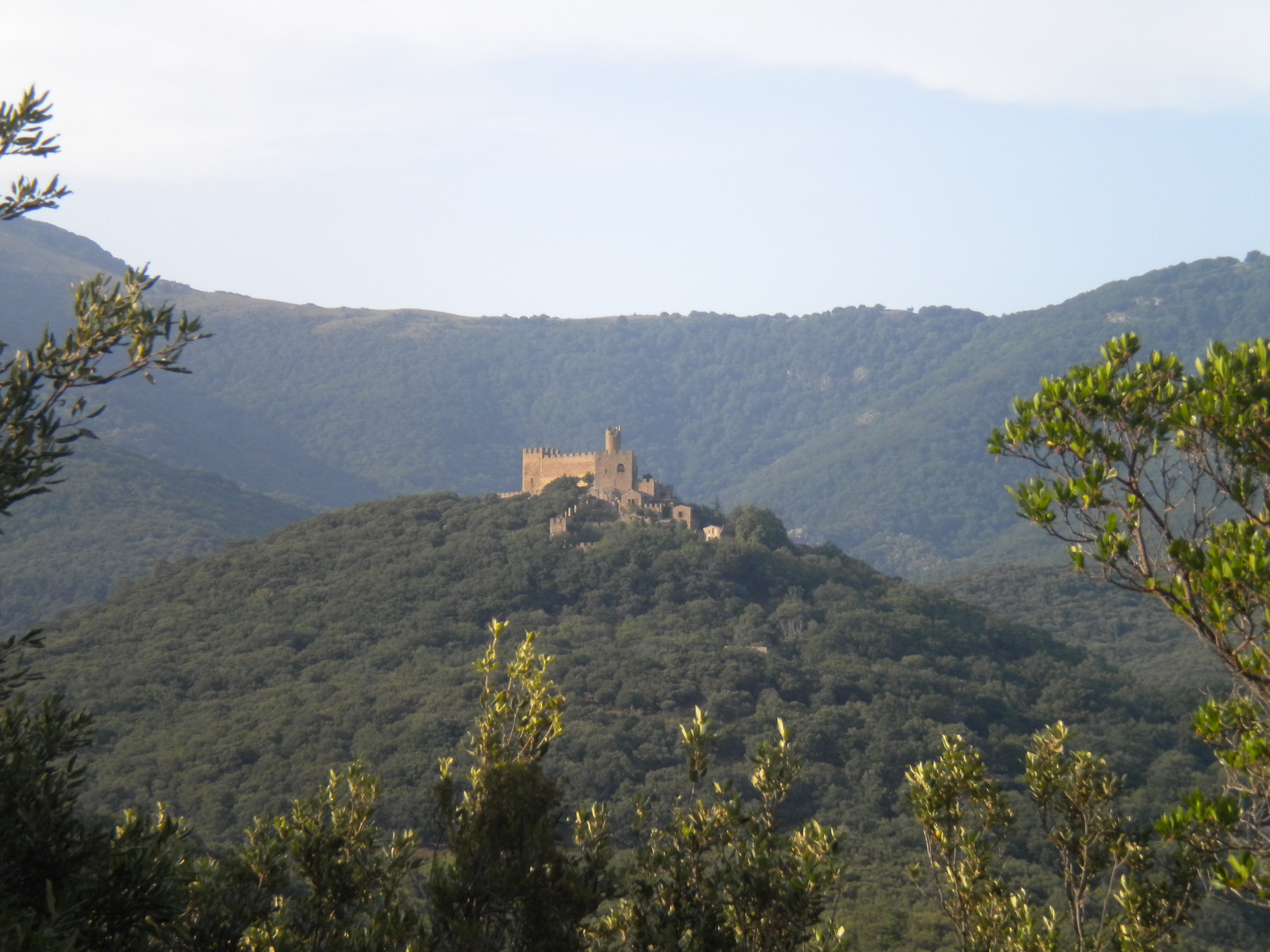
Panoràmica del castell des del coll de Medàs

Esmentat al memorial de greuges (rancures) adreçat pel comte Ponç I d'Empúries al seu cosí, el comte Gausfred II de Rosselló, i al fill d'aquest, Guislabert (datable vers 1040-1071), en el qual el primer protestava per la segurament recent construcció d'aquest castell (castrum de Recosin) per part dels darrers en un alou que tenien confiat en terres del comtat d'Empúries.
La construcció d'aquest primer castell documentat a Requesens s'inscriu en les disputes entre els dos comtats arran de la seva separació a finals del segle x. Els comtes de Rosselló en mantingueren el domini, dintre del comtat d'Empúries, fins a la seva extinció. La senyoria de Requesens (dominicaturam de Rechesen) els fou reconeguda a la convinença entre els comtes respectius de l'any 1075 i el domini sobre el castell (castrum Rechosindo) torna a ser citat en la renovació d'aquella el 1085 i en una altra convinença de l'any 1121. Els comtes rossellonesos o els personatges als quals l'infeudaren hi tenien un castlà, que durant la primera meitat del segle xii era un membre de la mateixa família comtal, indicador clar de l'interès que hi tenien.

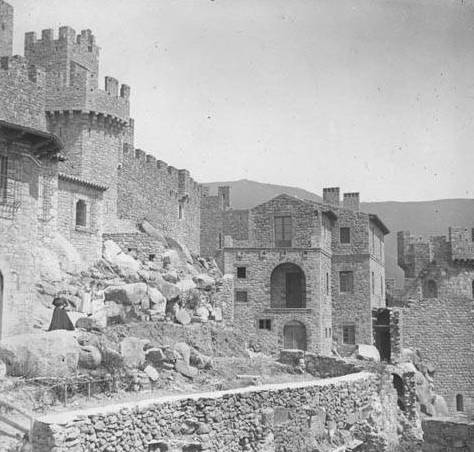
El castell de Requesens en una imatge dels voltants de 1890

Tots aquests personatges devien fidelitat al comte d'Empúries i també al vescomte de Peralada, dintre dels territoris dels quals es trobava la fortalesa. Durant el segle xii, els enfrontaments entre tots aquests, arran de l'aliança entre els Rocabertí, vescomtes de Peralada, i els comtes de Rosselló, feu del castell de Requesens un viu factor de conflicte. Un d'aquests enfrontaments, conegut precisament com a guerra de Requesens (1047-1072), s'inicià amb la presa del castell per part del comte Ponç II d'Empúries. Aquest va veure, intranquil, com els seus dominis quedaven aïllats i encerclats per terres d'un sol senyor, el comte de Barcelona, que es va apoderar també del comtat de Rosselló el 1172. Per pacificar la zona, el nou senyor del Rosselló, el comte-rei Alfons el Cast, renuncià llavors als drets que li corresponien sobre Requesens a favor del comte emporità, que n'obtingué així el domini ple.
Del castell protagonista d'aquests fets queden molt poques restes, situades a la zona del recinte superior, que en el segle xiii, en construir-se el nou recinte exterior, es coneixia com a fortalesa major o de dalt.

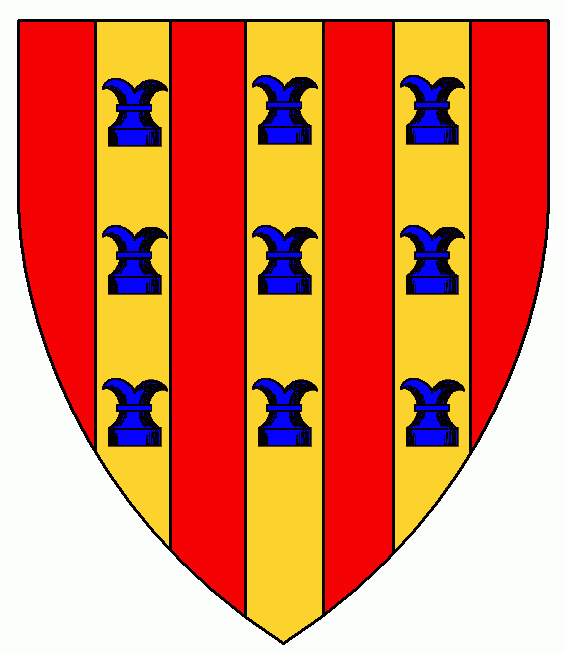
Armes dels Rocabertí

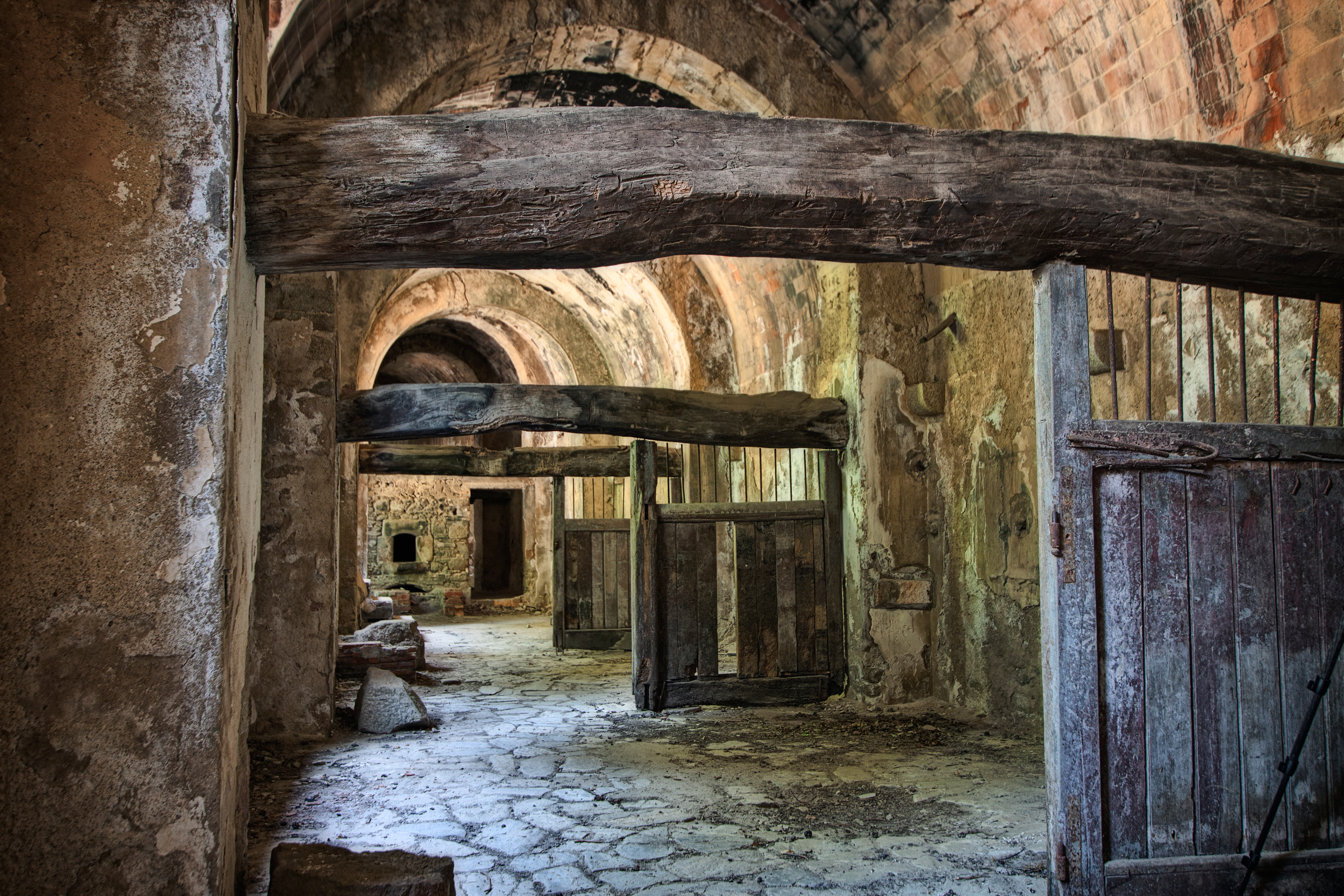
Cavallerisses del castell de Requesens

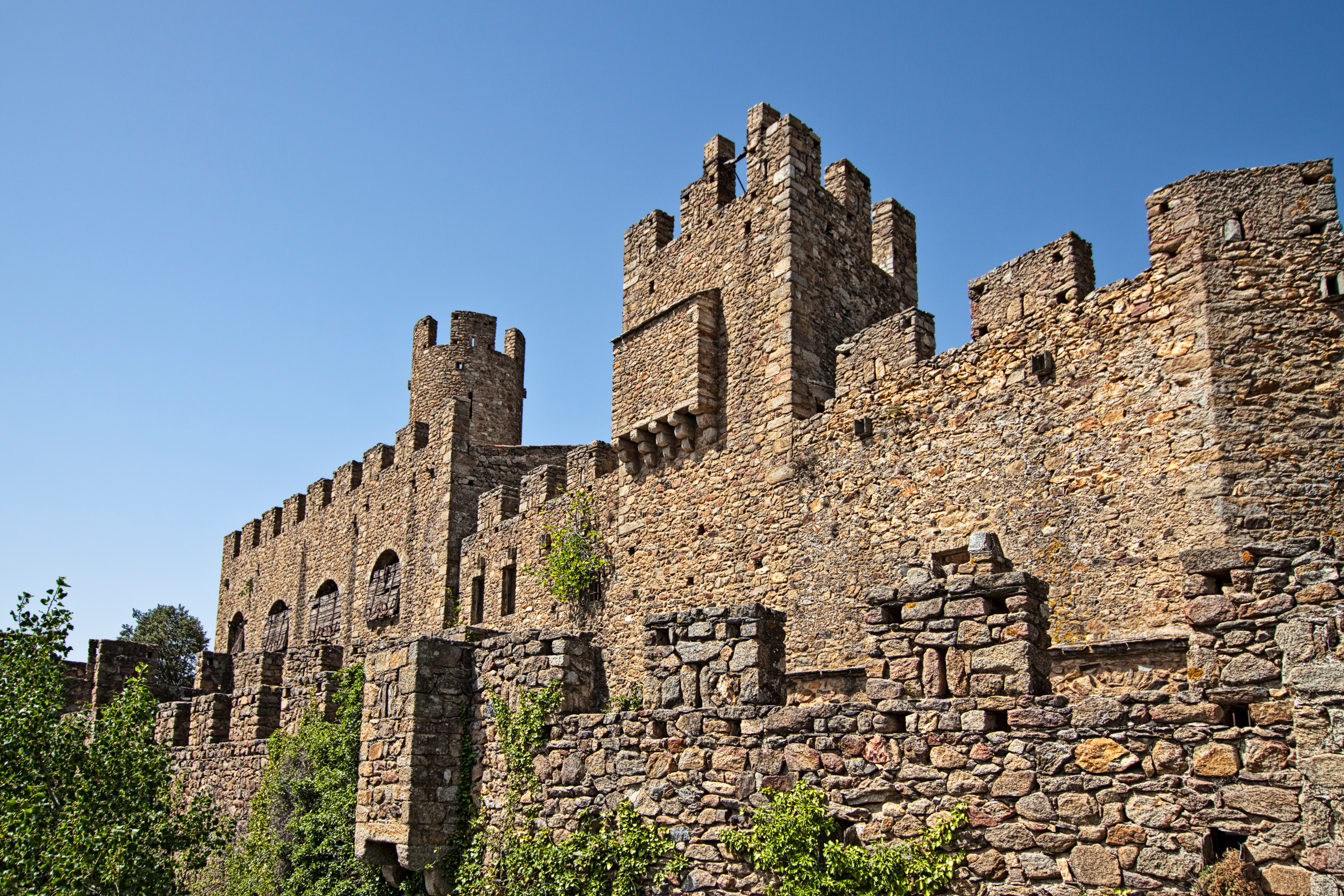
Segon i tercer recintes

A finals del segle xii i durant el segle xiii apareixen documentats diferents individus cognomenats Requesens, que foren, aparentment, castlans o senyors del castell pel comte d'Empúries. Així, un Arnau de Requesens (mort després del 1256) és documentat a Girona el 1181 i un Guillem de Requesens (mort després del 1262) consta com a senyor del castell. Se suposa, tot i que no se n'ha pogut trobar cap prova, que de la nissaga d'aquests senyors del castell ―que, d'altra banda, ja no s'hi documenta més tard― partiria el llinatge dels Requesens, de mercaders i ciutadans, posteriorment ennoblits (comtes de Palamós), documentat a Tarragona a partir del 1272 i que donà personatges importants a la història de Catalunya durant els segles xv i xvi. L'esmentat Guillem de Requesens adquirí, per matrimoni, la torre o força de Cabrera a la ciutat de Girona, dita castell de Cabrera i després de Requesens, que es tenia en feu dels Montcada. L'herència de Guillem passaria als Botonac i més tard (principis del segle xiv) als Castellnou, nobles rossellonesos que a vegades es cognomenaren també Requesens.
Durant la croada contra la Corona d'Aragó, el castell i el seu senyor eminent, el comte d'Empúries, restaren fidels a Pere el Gran durant la invasió i així ho recull Bernat Desclot a la seva Crònica. En aquesta guerra fou assetjat pels francesos (estiu de 1285), però no aconseguiren prendre'l. Però el 1288 fou fugaçment ocupat i saquejat per un exèrcit francès al servei de Jaume II de Mallorca, que envaí l'Empordà.
Pere I d'Empúries (1325-1341) adquirí dels Castellnou la senyoria del castell de Requesens, completant-hi així el domini comtal. Es mantingué sota domini dels comtes d'Empúries fins a la reversió del comtat a la corona el 1402, en ser declarat nul el testament de l'últim comte, Pere II d'Empúries, a favor de la seva esposa Joana de Rocabertí i, subsidiàriament, del seu cunyat, el vescomte Jofre VI de Rocabertí. Amb tot i això, aquest testament fou invocat amb èxit pel vescomte Dalmau VIII de Rocabertí per obtenir dels nous reis Trastàmara alguns béns al territori de l'antic comtat emporità, entre els quals el castell de Requesens (1418), per donació d'Alfons el Magnànim. Els vescomtes de Rocabertí (després comtes de Peralada) en mantindrien la possessió fins a finals del segle xix.

## Mansió vuitcentista
Entre 1893 i 1899 fou totalment reconstruït pels seus propietaris, els últims comtes de Peralada residents al territori, Tomàs de Rocabertí-Boixadors Dameto i de Verí i la seva germana Joana-Adelaida, amb la intenció de convertir-lo en residència d'estiu i d'acord amb els criteris neomedievals llavors en voga, tal com havien fet fer també al castell de Peralada.
Tanmateix, a diferència d'altres exemples de reconstruccions neomedievals pròximes (Carcassona), l'estil escollit no desdiu el propi de l'àrea mediterrània. Les obres foren dirigides pel mestre de cases Alexandre Comalat, que reconstruí les encara vistents restes de l'edifici medieval amb el mateix traçat i la mateixa pedra de granit de la muntanya amb la qual havia estat construït, de manera que actualment és molt difícil distingir la part original de la reconstruïda.
De l'edifici medieval sembla que persisteixen poc més que uns panys de baluards, la torre quadrada del nord i una part de la porta del recinte superior, datables dels segles xii-xiv. Es conserven fotografies excepcionals d'abans i durant el procés de reconstrucció, algunes de les quals efectuades pel mateix comte Tomàs de Rocabertí, un dels primers fotògrafs afeccionats de la comarca.

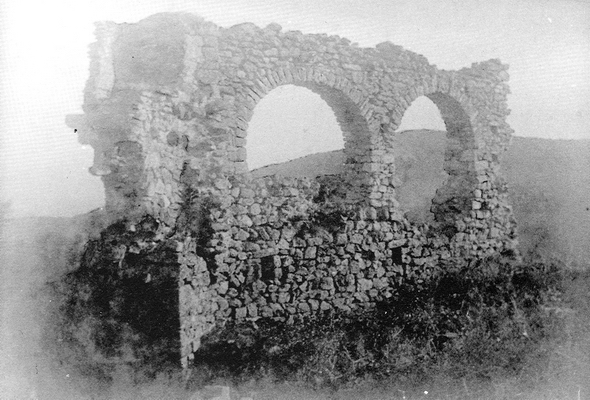
Restes del 3r recinte
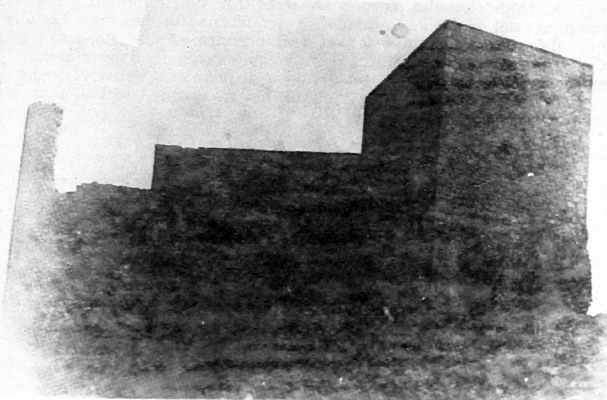
Torre i muralla N
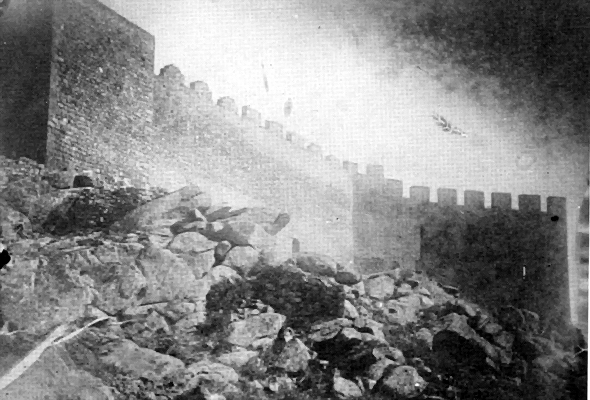
Muralla NO
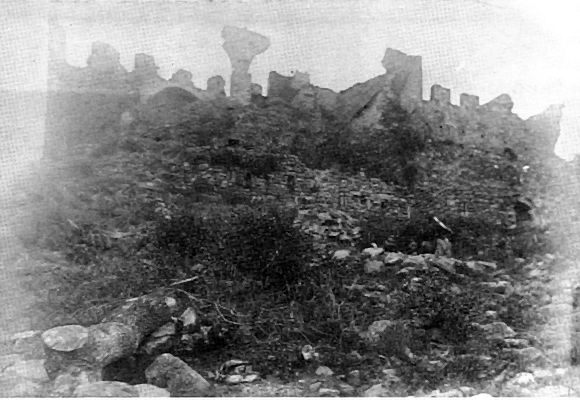
Façana del 2n recinte
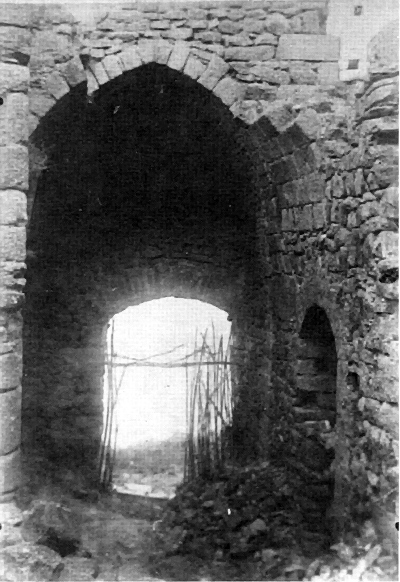
Porta NE
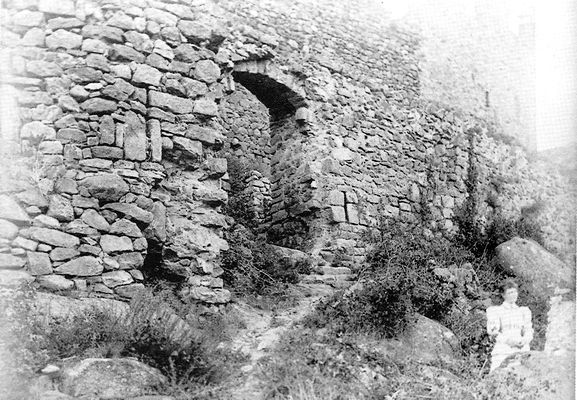
Porta del 2n recinte
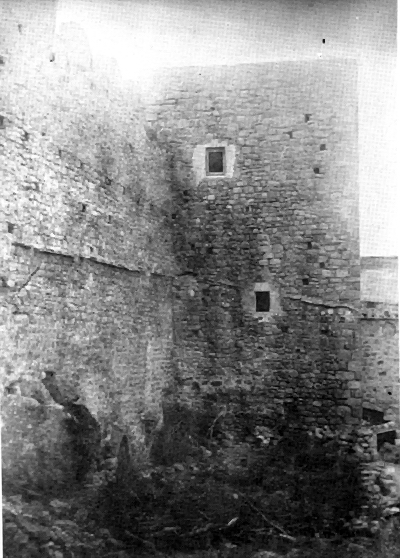
Torre i muralla N-NO
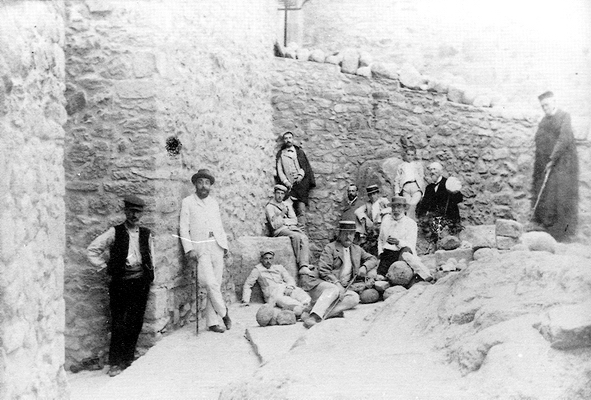
Tomàs de Rocabertí
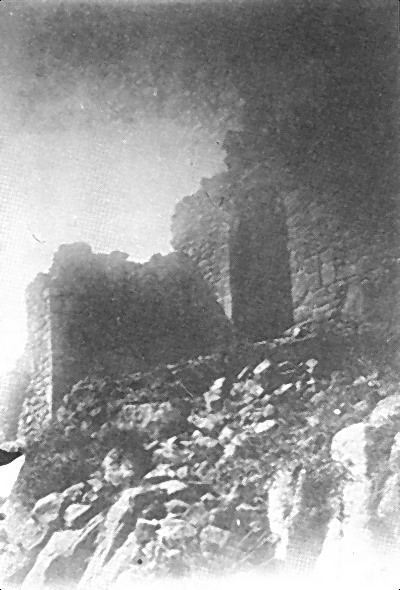
Porta i torre del 2n recinte
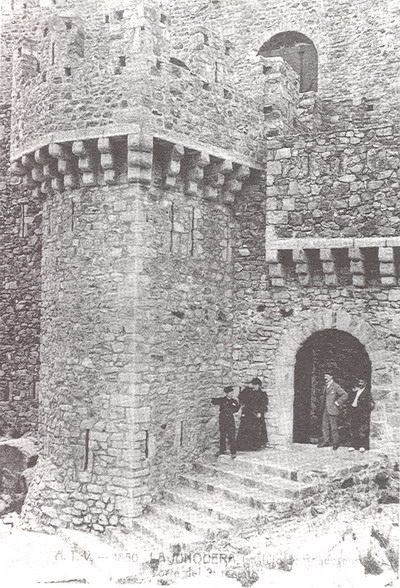
Porta i torre del 2n recinte
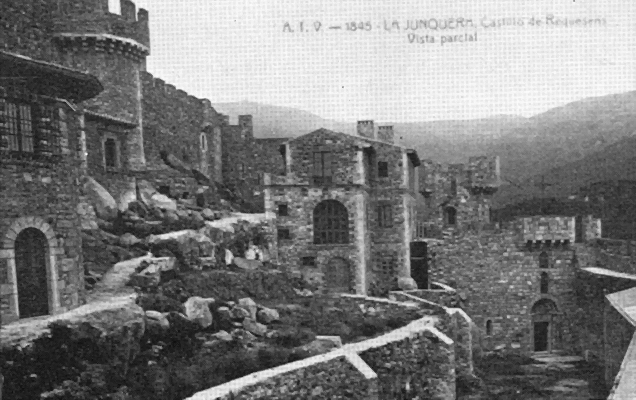
Pati del 1r recinte
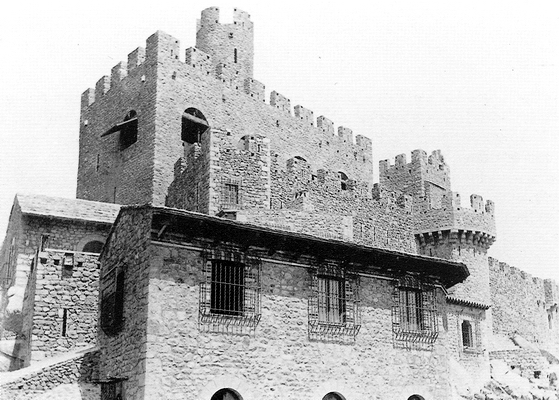
2n i 3r recintes

Enmig d'un escenari natural de gran bellesa, la fortalesa reconstruïda té un aspecte impactant i altament evocador. La nova fàbrica ha estat qualificada amb un cert menyspreu purità d'escenogràfica, tot i que per la seva ubicació sí que remet a les creacions wagnerianes, que a la Catalunya de l'època feien furor.
L'edifici actual té tres recintes fortificats, amb torres rodones i quadrades, portals, merlets i matacans de gran espectacularitat. Al recinte inferior destaca l'àmplia capella, dedicada a la M. de D. de la Providència (però antigament, a sant Romà), en la qual es reaprofitaren elements romànics d'altres edificis de la zona (els arcs de la portalada de Santa Maria de Requesens > vegeu més avall) i de procedència francesa (el timpà i els relleus de sobre la porta), les cavallerisses i diferents reixes de forja que imiten motius de reixes medievals de la catedral de Barcelona. També hi ha alguns edificis de servei, entre els quals unes cuines i el que durant l'última postguerra serví d'hospital militar. El segon recinte, més limitat, té una atractiva porta fortificada. El recinte noble o superior inclou diferents estances (amb el paviment decorat amb el roc heràldic dels Rocabertí, que es conserva en part), la gran sala (actualment tancada), amb una xemeneia de pedra i uns finestrals amb uns porticons que es veuen de lluny, molt teatrals i característics, i una torre talaia rodona (també inaccessible), que és el punt més elevat del monument. Tant el gran pati del primer recinte com l'entorn del castell s'enjardinaren amb espècies vegetals autòctones i foranes pensades per fer ressaltar el conjunt, que s'hi han aclimatat i naturalitzat.

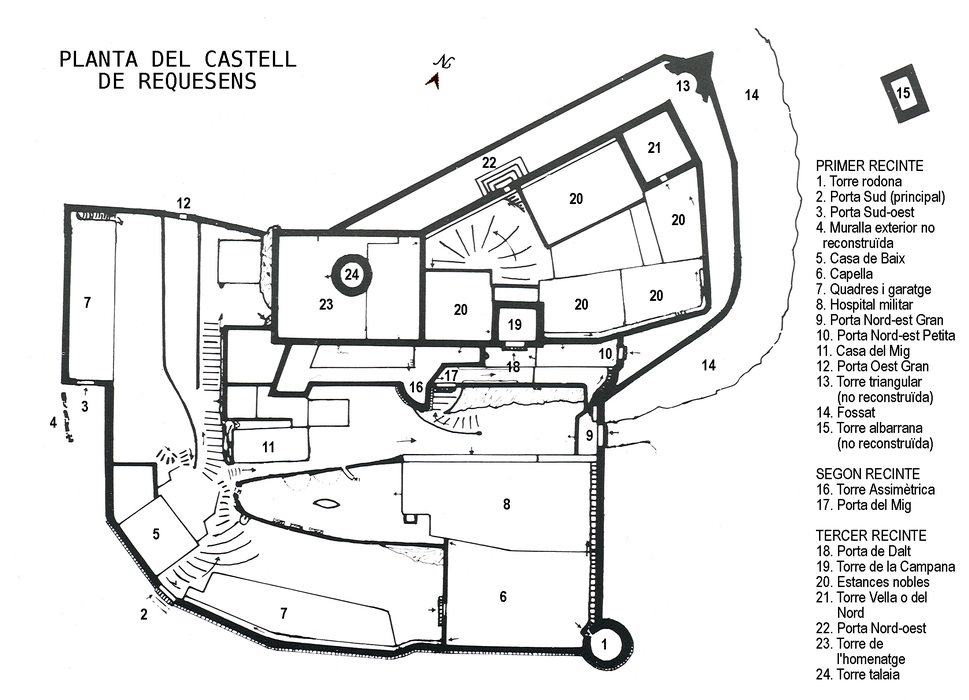
Planta del castell reconstruït

La iniciativa de Tomàs de Rocabertí tingué un gran ressò a tot Catalunya i fou celebrada per nombrosos visitants. Però els comtes no van poder gaudir de la seva nova residència. Tomàs morí el gener de 1898 i Joana-Adelaida, que el succeí, el 1899, al mateix castell, just després de la gran festa d'inauguració del dia de sant Joan d'aquell any (que no escapà a la premsa de l'època). Joana-Adelaida morí sobtadament en circumstàncies mai no aclarides i sense hereus directes. Després d'un sorollós plet, els títols de noblesa, d'acord amb el dret nobiliari, van ser heretats pels seus nebots carnals (els Sureda marquesos de Vivot, el 1912 succeïts pels Fortuny i el 1973 pels Montaner), i el patrimoni per Ferran Truyols i Despuig, marquès de la Torre, nebot del seu marit, tots ells mallorquins.
El 1923 el castell i tota la immensa propietat annexa (més de 2000 ha) van ser adquirits pels germans Pere i Joan Rosselló, industrials mallorquins que explotaren intensivament el bosc de la zona. Pocs anys després (1927) aquests el tornarien a vendre, ara a Joaquín de Arteaga, duc de l'Infantado i empresari, que el conservà i hi residí esporàdicament, però que acomiadà tots els habitants, masovers i altres persones relacionades amb la finca.

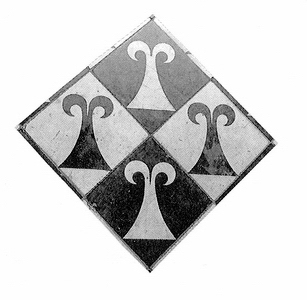
Rocs heràldics dels Rocabertí al paviment noble del

El 1936, a l'inici de la Guerra Civil espanyola, va ser brutalment saquejat per activistes de la CNT-FAI. Després de la guerra, el 1942, el duc va vendre tota la propietat i el castell a la companyia Borés S.A., firma interessada únicament en l'explotació del bosc. El castell l'ocupà un destacament militar durant tots aquests anys amb l'objectiu de controlar l'activitat dels maquis. Els militars van modificar algunes dependències (s'hi instal·laren cuines i un hospital militar) i van malmetre els interiors i alguns merlets.
El 1955 fou venut als socis Ramon Esteba i Colomer (industrial natural d'Anglès) i Josep Pijoan, els descendents dels quals encara el posseeixen. Abans de comprar el castell de Púbol, Salvador Dalí intentà infructuosament d'adquirir-lo. La manca de recursos va fer que el castell romangués deshabitat. Una festa il·legal que va acabar en incendi i diverses bretolades han afectat diverses estances.
El castell de Requesens constitueix un dels millors exemples d'arquitectura neomedieval que es conserven a Catalunya. Malauradament, ni els recursos dels seus actuals propietaris ni l'interès de les institucions no estan a l'altura de la seva importància.

## Projecció

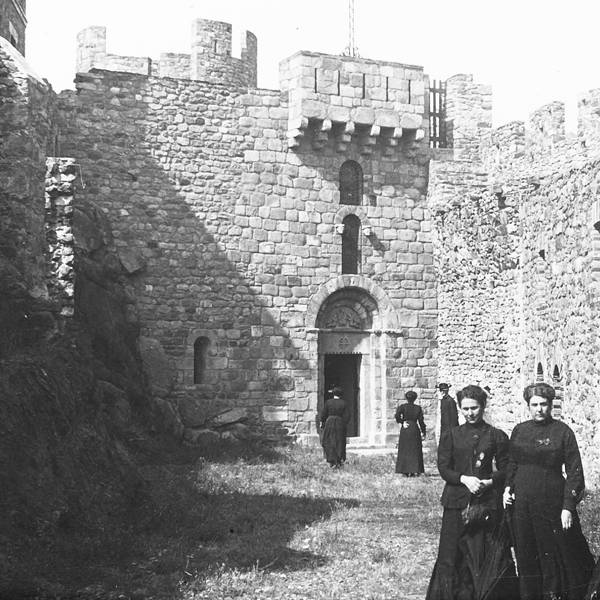
Pati del primer recinte (1912)

El castell i el seu entorn han estat font d'inspiració en diferents camps, des de la literatura fins al comerç, passant per la fotografia, la música i el cinema.
En literatura, a banda d'algunes obres menors (com ara L'anada a Requesens, de Bonaventura Bassegoda, 1882), Verdaguer no els oblidà a Canigó (1886) i el nom (que no la localització real) ha estat utilitzat en altres obres (Manuel Maristany, La infermera de Brunete, 2007).
Les fotografies que el mateix comte Tomàs de Rocabertí hi realitzà el 1886 es compten entre les primeres efectuades a l'Alt Empordà i, amb les que conservà Comalat, són l'únic testimoni de l'estat de l'edifici abans de la reconstrucció.
En música, Francesc Basil guanyà el premi Barcino amb la sardana El castell de Requesens (1956). Quant al món del cinema, s'hi rodà part de la pel·lícula El caballero del dragón (Fernando Colomo, 1985).
Diverses escenes de la pel·lícula El perfum: història d'un assassí es van rodar al castell.
Per altra banda, porten el nom de Castell de Recasens un oli i un cava.

## Llegendari
En certa ocasió en què el castell patia un furiós setge dels seus enemics, que esperaven rendir-lo per fam, els defensors oferiren a l'adversari un suculent convit amb peixos frescos pescats en un riu subterrani que corre sota els Pirineus i desemboca al cap de Creus, completament ignorat pels assetjadors que, completament descoratjats, aixequen el setge.
Es diu que un passadís subterrani de grans dimensions comunica el castell amb el vessant N de la serra de l'Albera, l'entrada del qual seria encara visible als baixos de la fortalesa, encara que el conducte hauria quedat obstruït.
Al castell de Requesens habitarien la dona i les filles d'un gegant que era set vegades més alt que la torre més alta de la fortalesa i que era amo i senyor de tot el Pirineu.

## Protecció
El castell de Requesens està afectat per les disposicions espanyoles de protecció del patrimoni històric de 1949 i 1988, i com tots els castells de Catalunya, catalogat com a Bé Cultural d'Interès Nacional als efectes de la llei del Patrimoni Cultural català de 1993.

## Galeria d'imatges

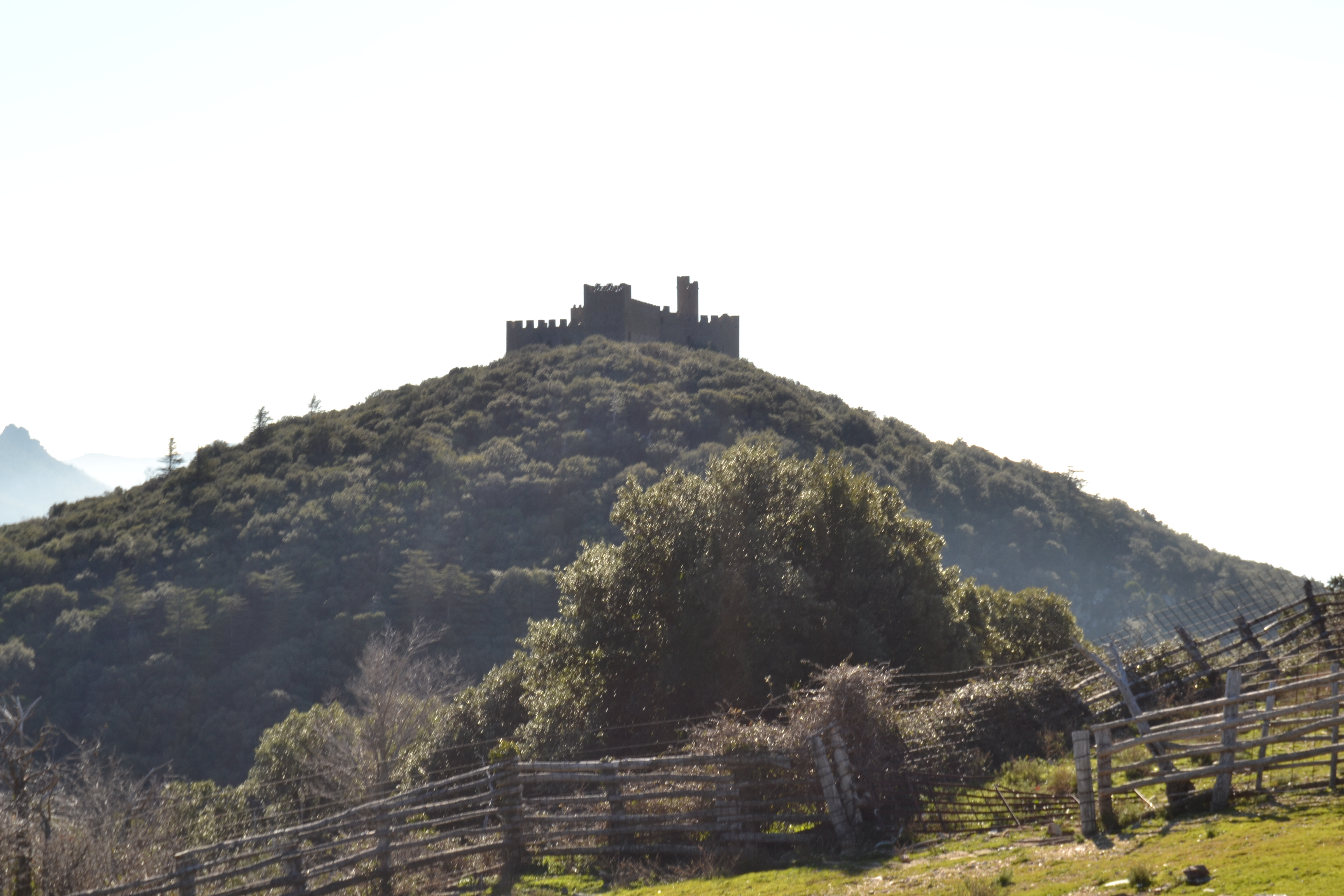
Vista des del N
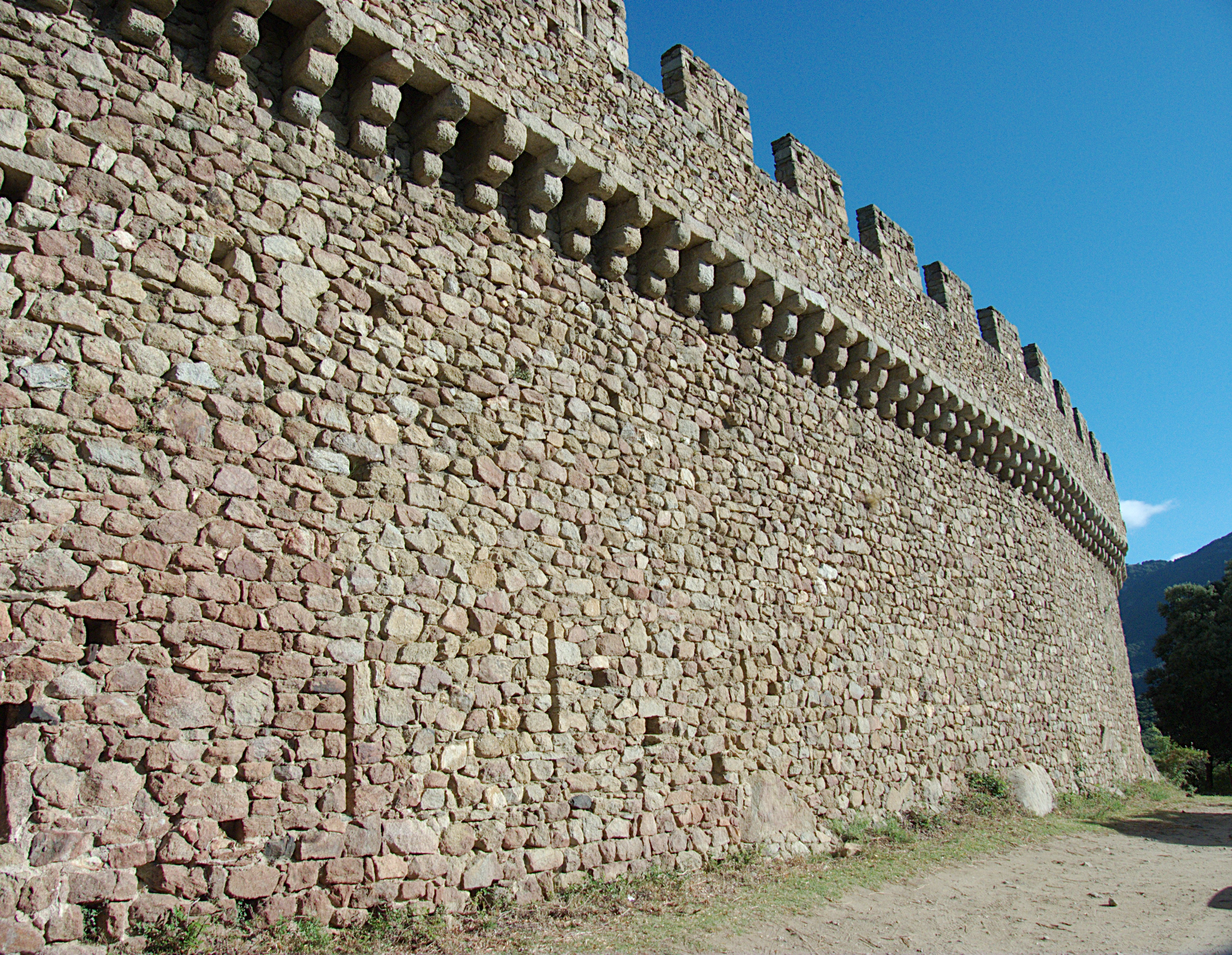
Muralla S amb corsera
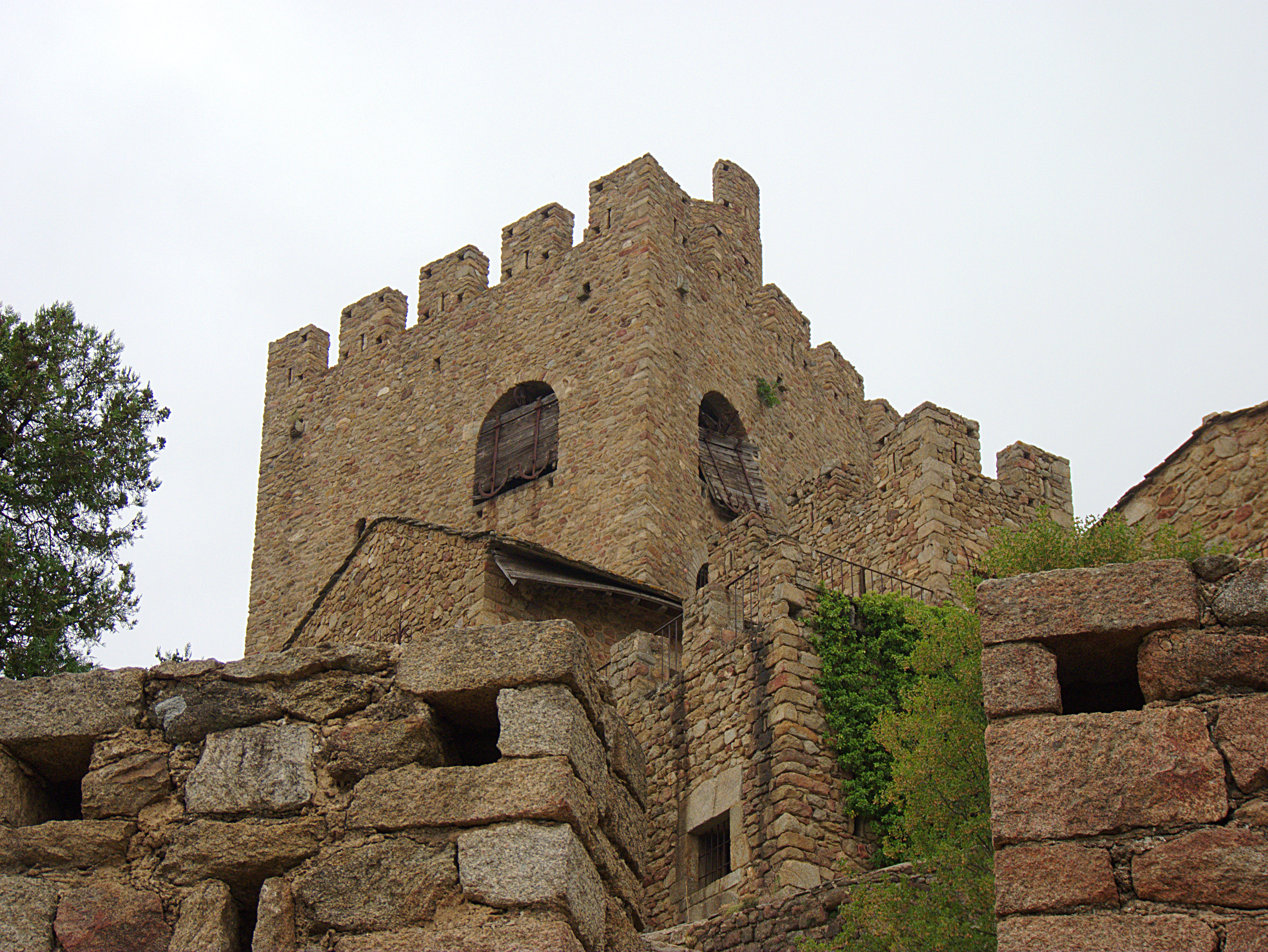
Torre de l'homenatge
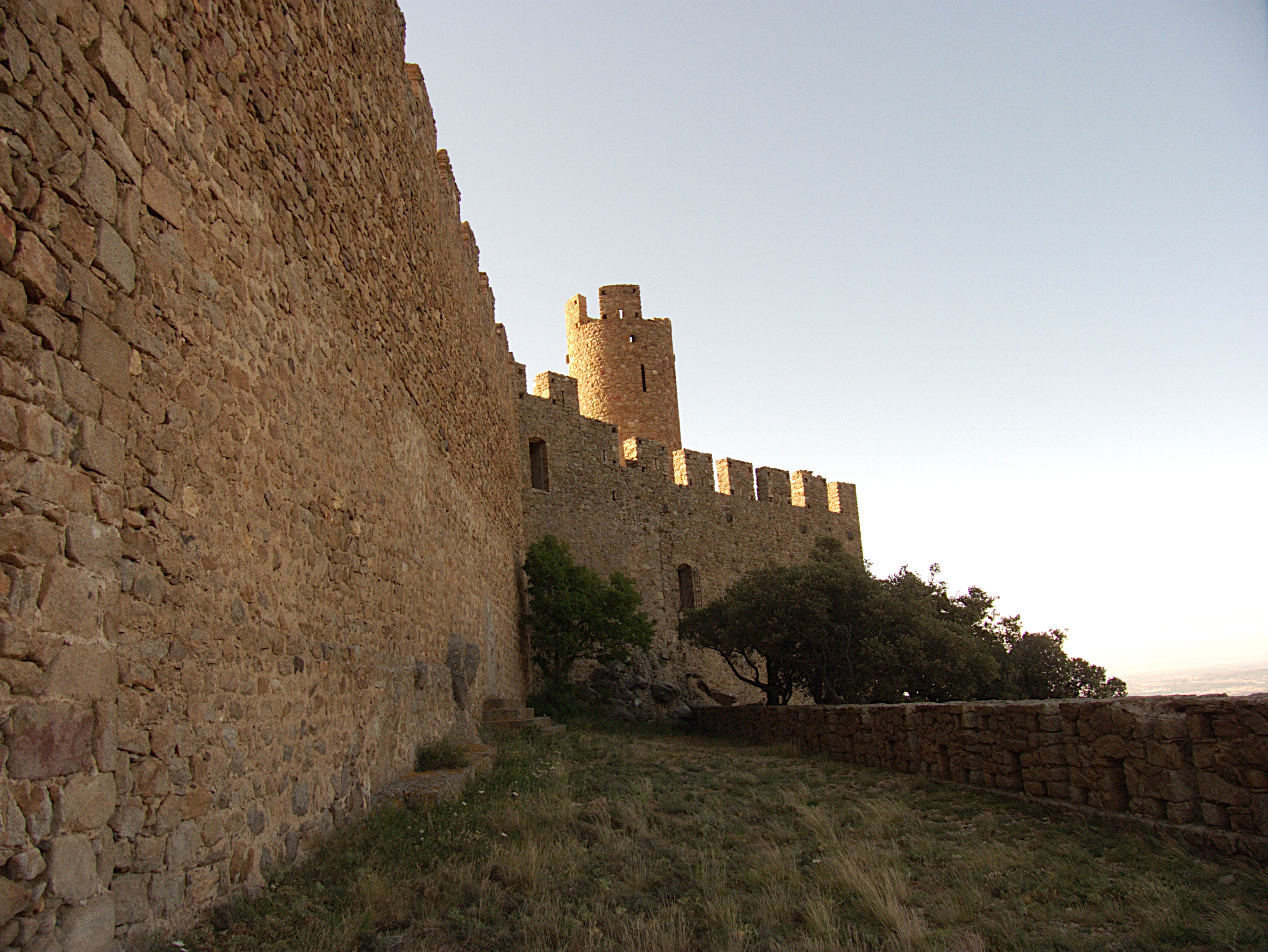
Torre talaia
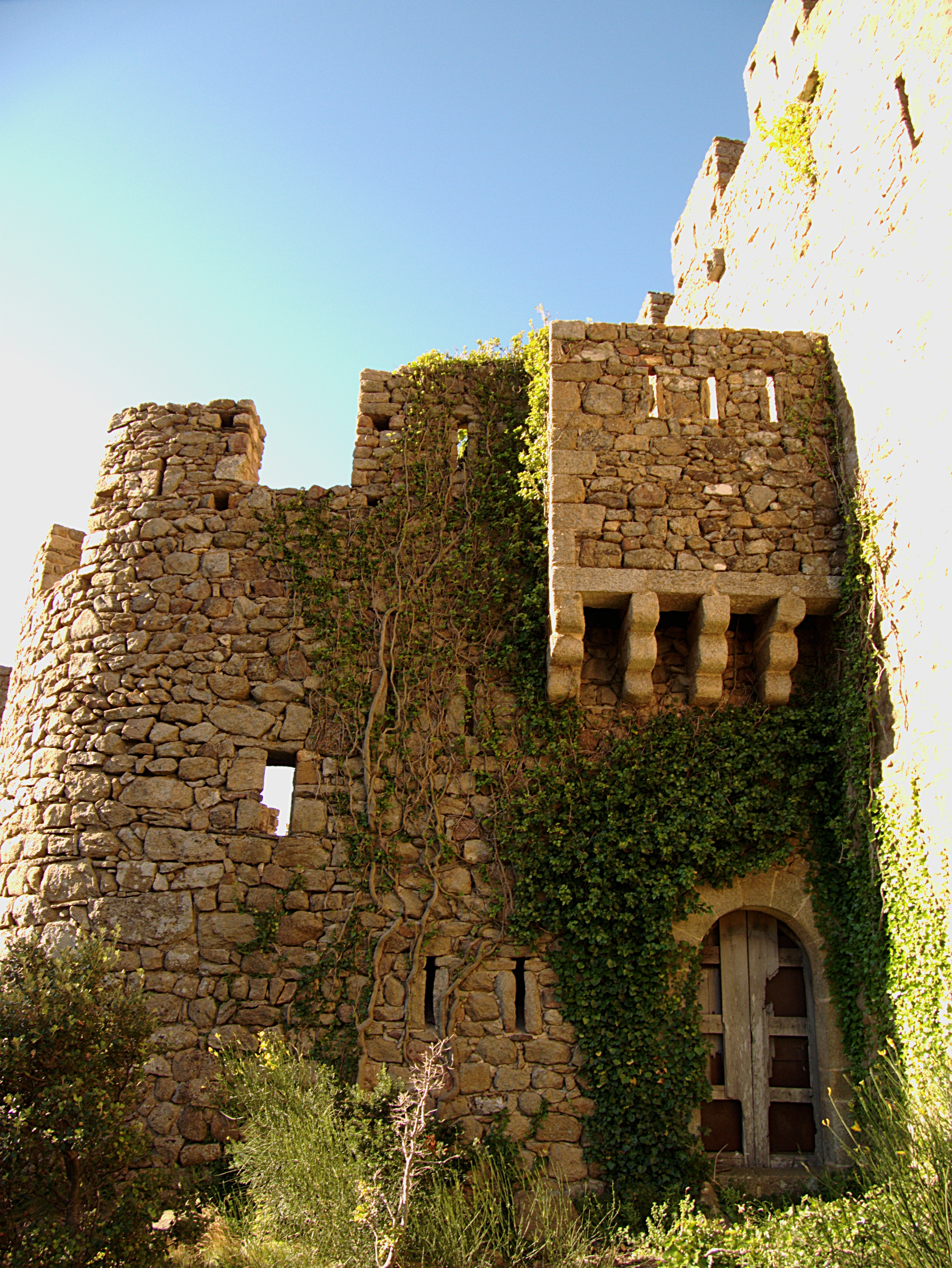
Porta NE petita
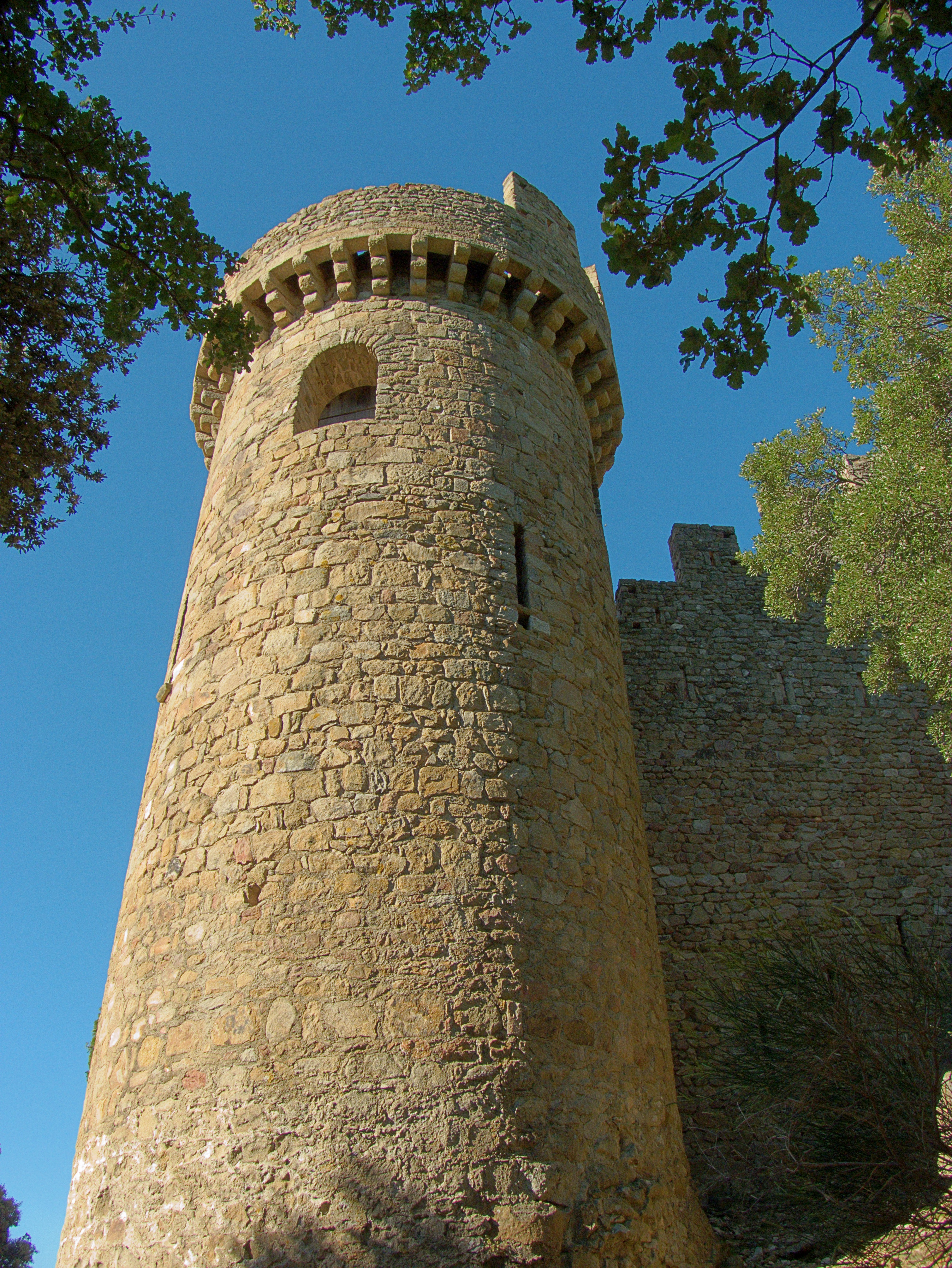
Torre rodona (SE)
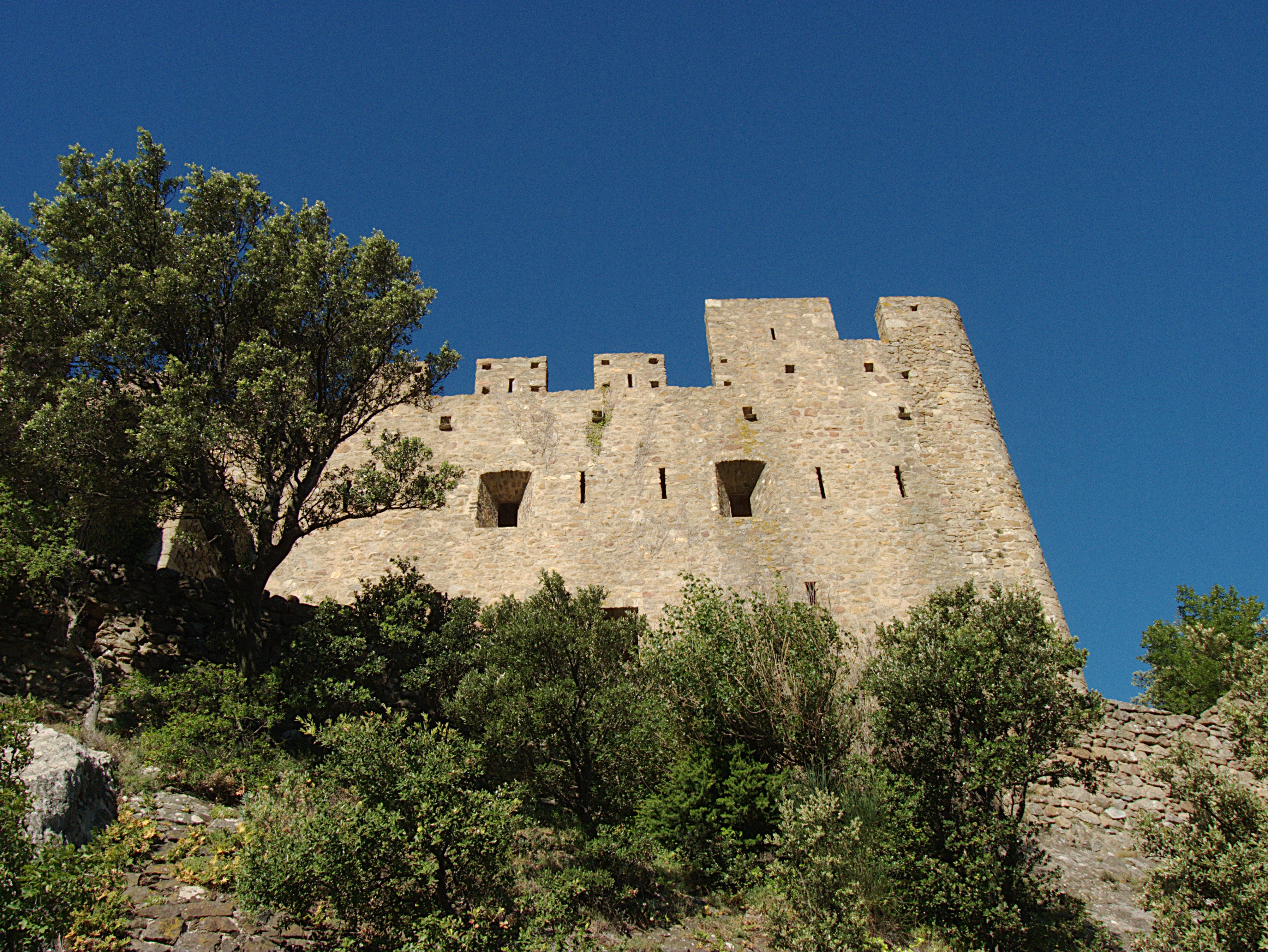
Muralla d'estança
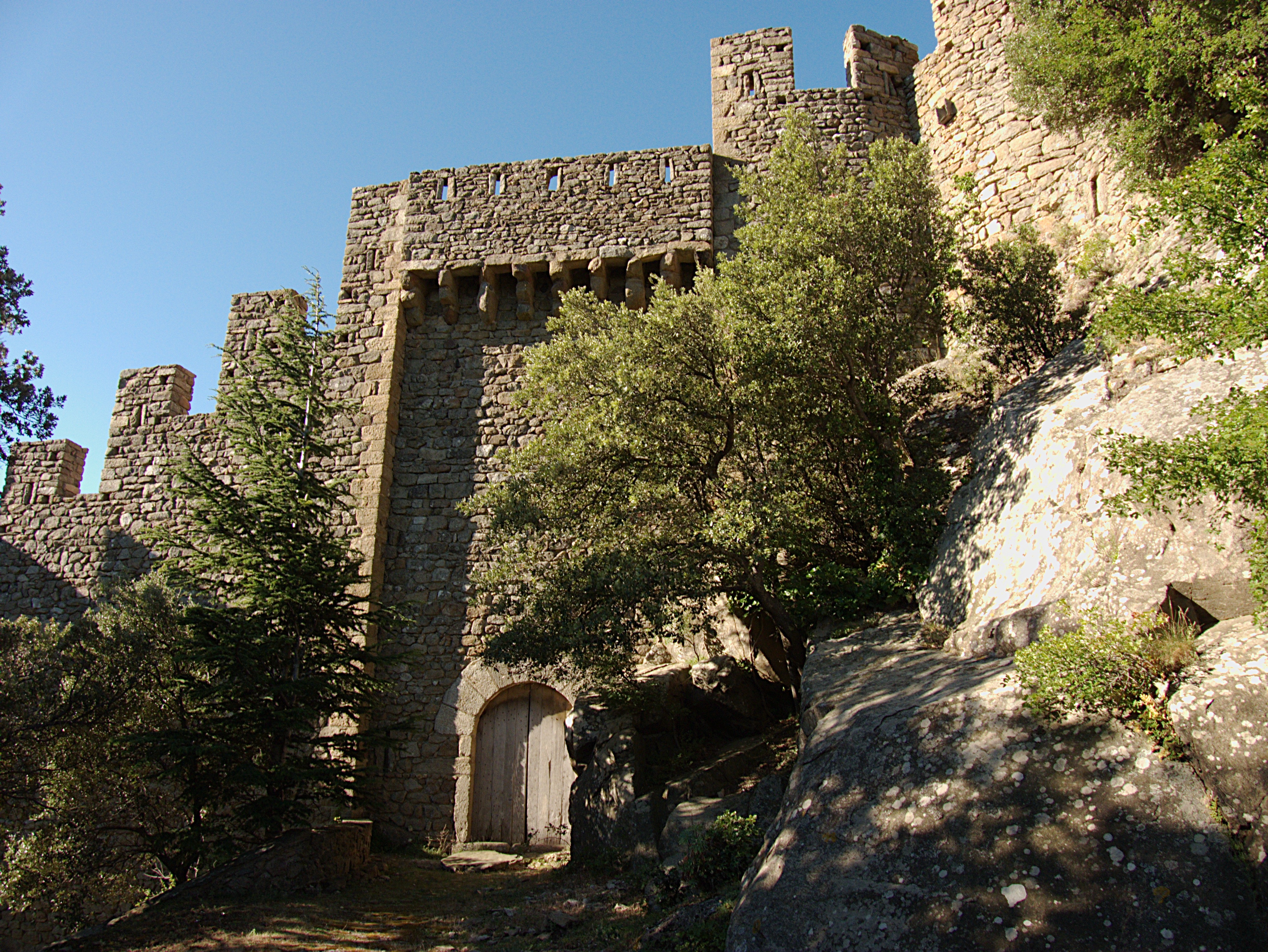
Porta NE gran
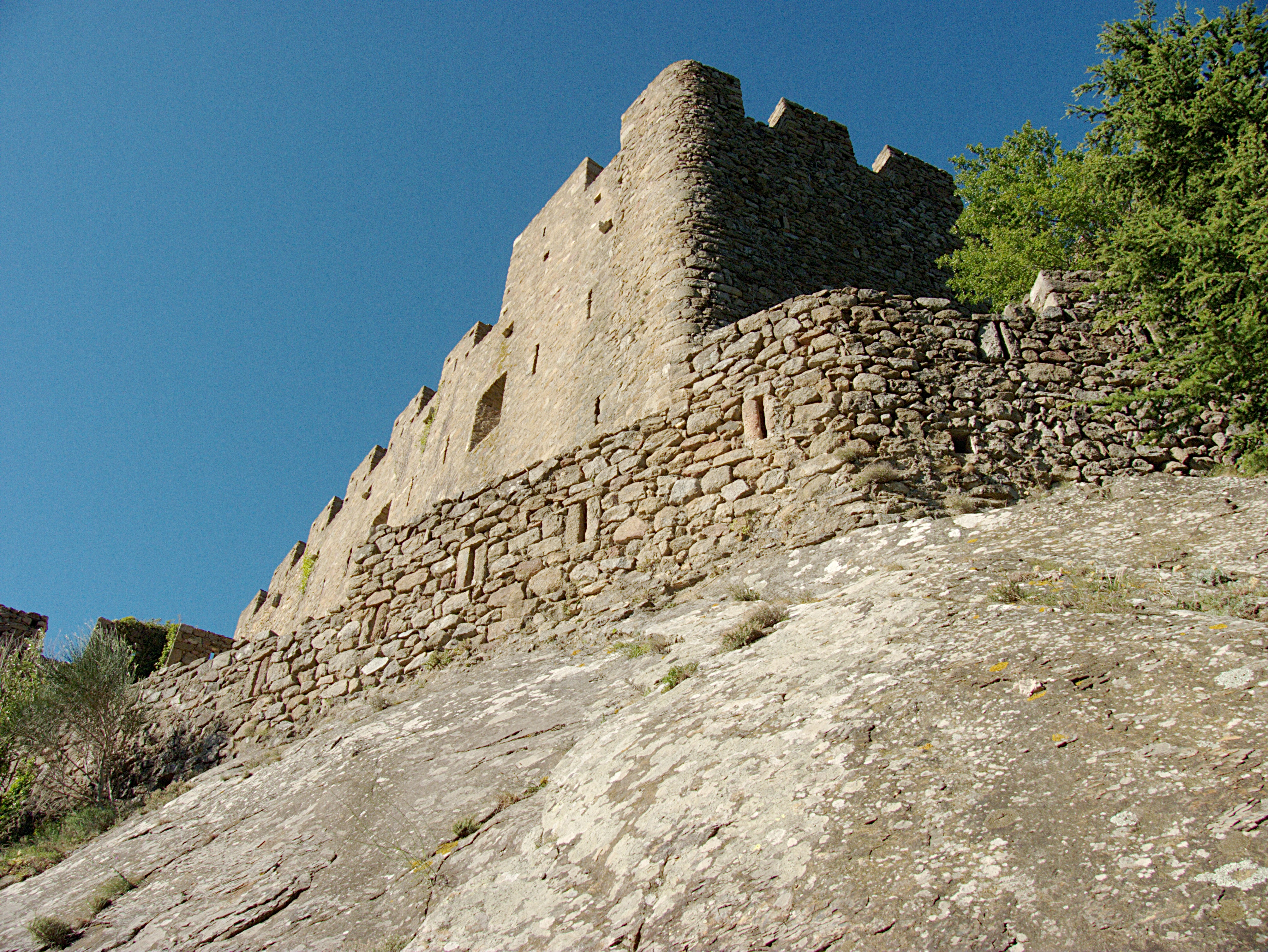
Muralla d'estança
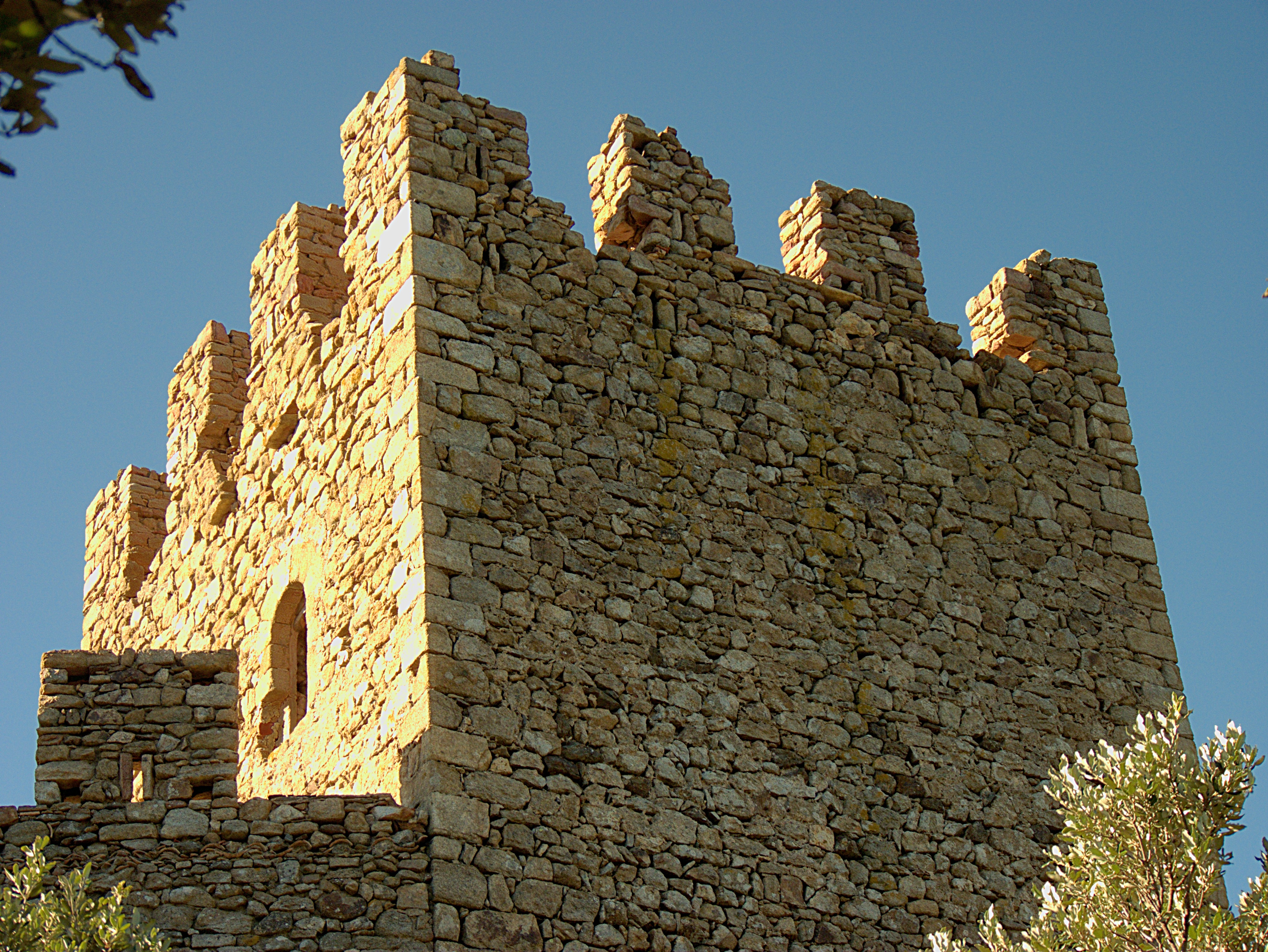
Torre Vella